# Brize
Pour les articles homonymes, voir Brize (homonymie).
Briza · Amourette
Genre
Briza, les Brizes ou les Amourettes, est un genre de la famille des Poaceae, les Graminées. Il contient entre cinq et douze espèces originaires d'Eurasie et réparties sur l'ensemble des régions tempérées du monde.

## Description
Ce sont des plantes herbacées, annuelles ou vivaces, pouvant atteindre 1 m de haut, aux inflorescences en panicules d'épillets en forme de cœur suspendus à de très fins pédicelles, très mobiles au moindre souffle de vent,.

## Espèces européennes
En Europe, quatre espèces sont présentes : la Petite Brize, la Brize intermédiaire, la Grande Brize et Briza humilis :
La Petite Brize (Briza minor) est une espèce annuelle du pourtour méditerranéen et de la côte atlantique ne formant pas de touffe. Ses épillets petits et verts. Sa ligule est effilée et mesure plus de 1,5 mm de long. Il s'agit d'une messicole du Seigle des sols sableux et acides en forte raréfaction en Europe occidentale,,.
La Brize intermédiaire (Briza media) est une plante vivace composée d'une panicule composée de plus de 12 épillets généralement colorés de pourpres (mais pouvant parfois être vert) dont la longueur est inférieure à 6 mm et par une ligule tronquée mesurant moins de 1,5 mm de long,,.
La Grande Brize (Briza maxima) est une espèce également annuelle du pourtour méditerranéen qui produit des épillets mesurant plus de 8 mm de long et dont la longueur est supérieure à 1,5 fois la largeur. Sa ligule mesure plus de 2 mm de long. La panicule comporte moins de 12 épillets tous penchés d'un seul côté. Elle pousse plutôt sur les pelouses acides et s'échappe parfois des jardins,,.
Briza humilis est une espèce annuelle des climats tempérés présente en Grèce, en Bulgarie, à Chypre ainsi qu'en Turquie, au Liban, en Syrie, en Crimée, dans le Caucase et en Iran.

Petite Brize, Brize intermédiaire et Grande Brize
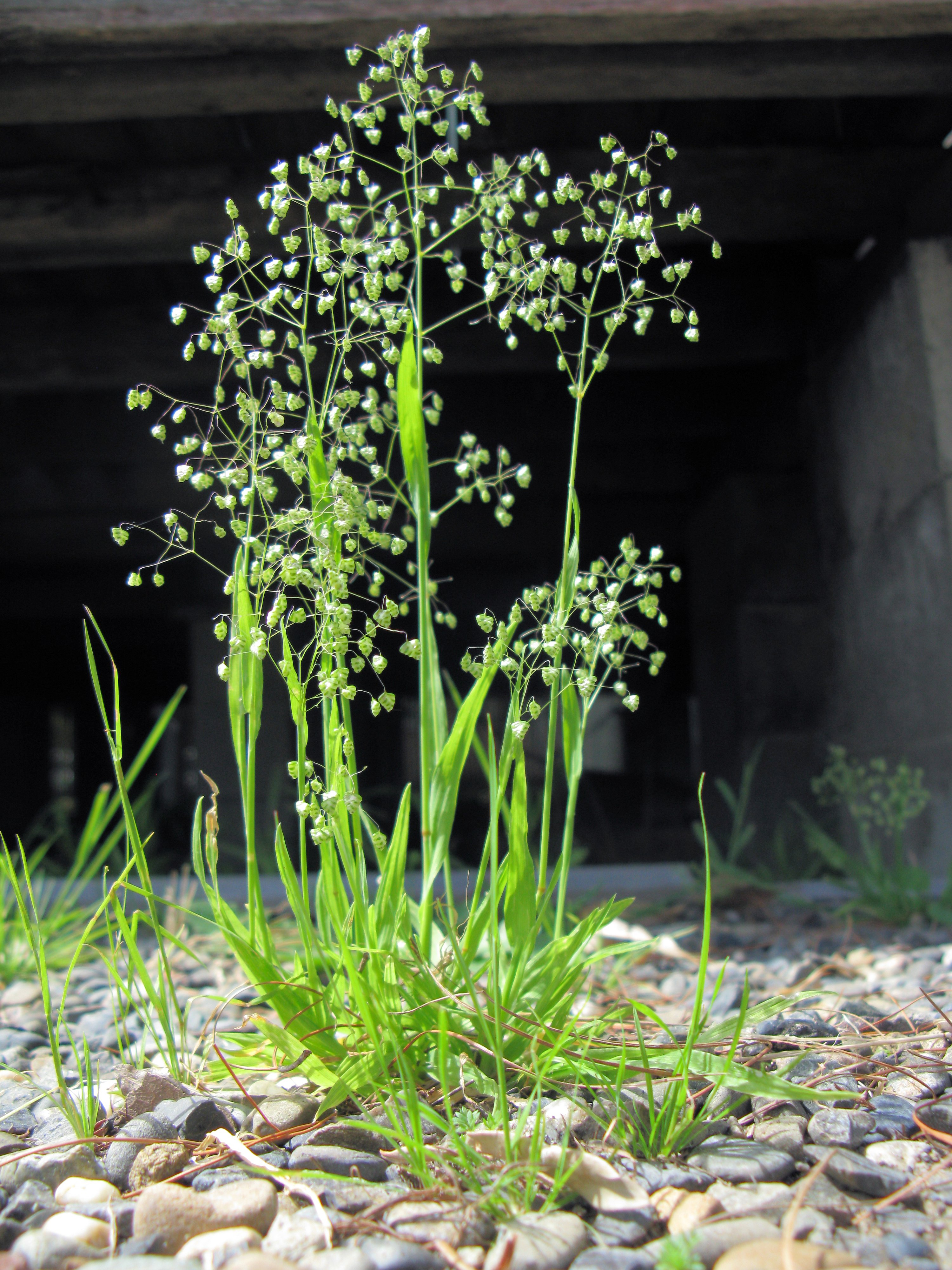
Petite Brize.
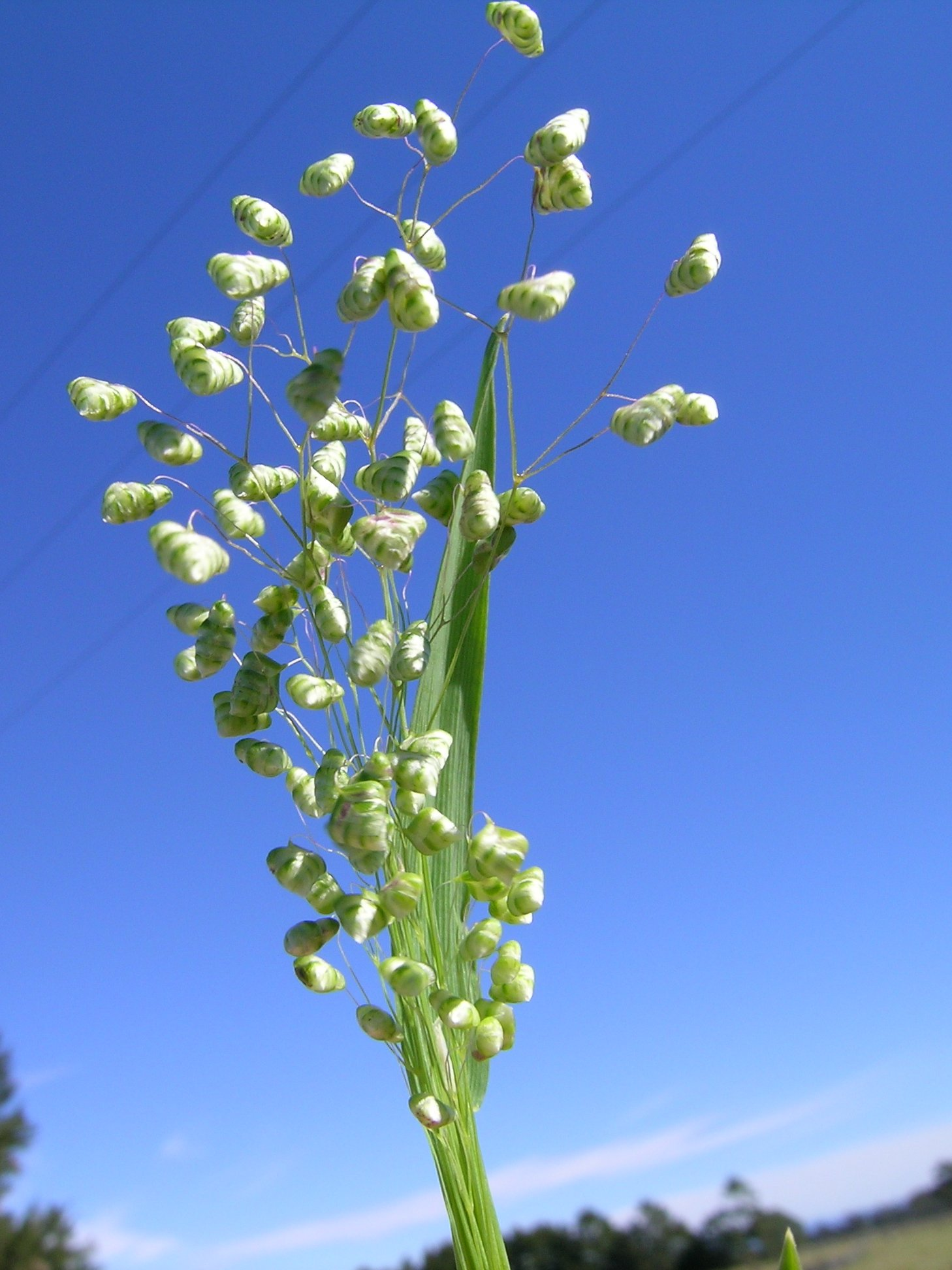
Petite Brize : panicule.
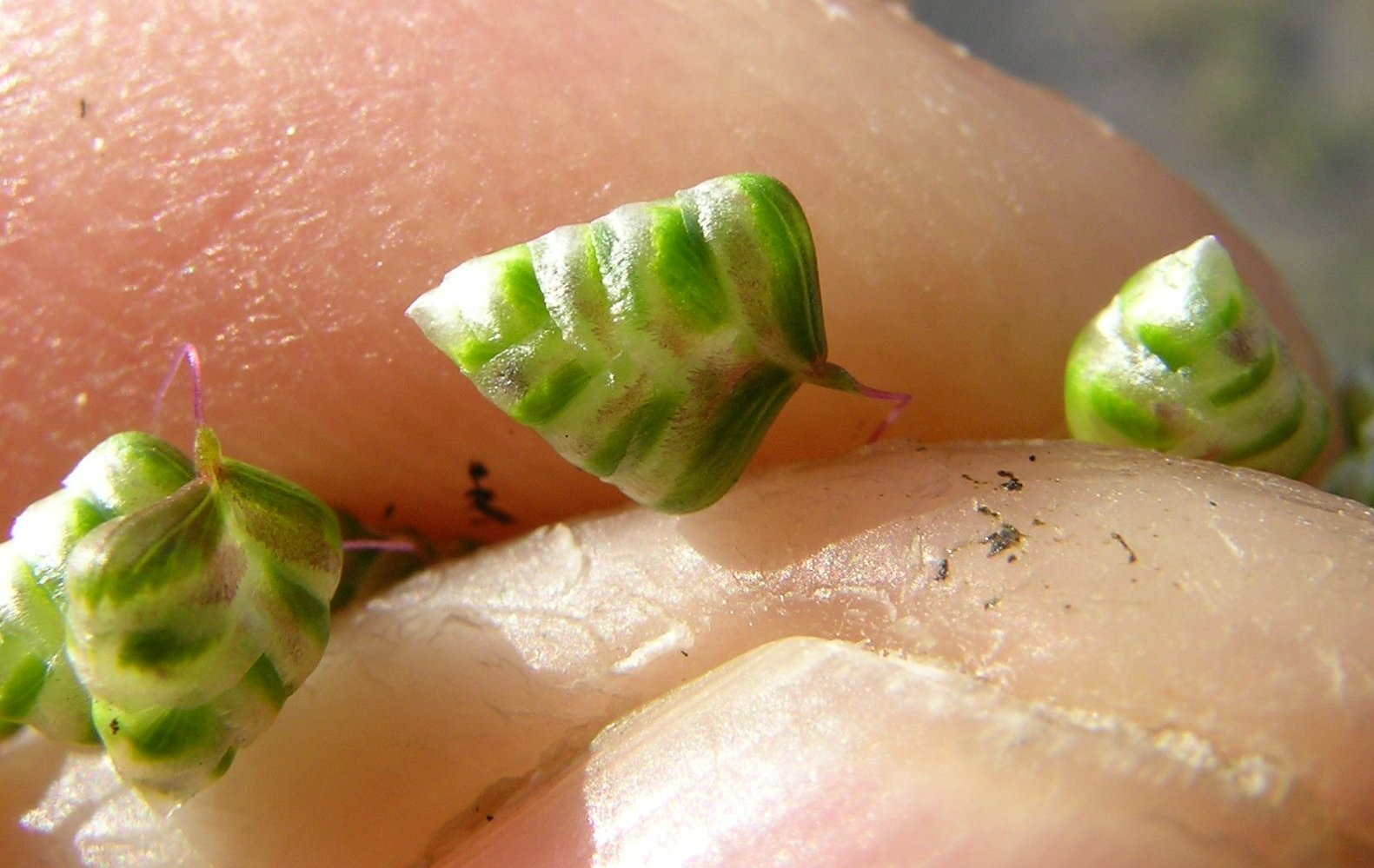
Petite Brize : épillets verts.
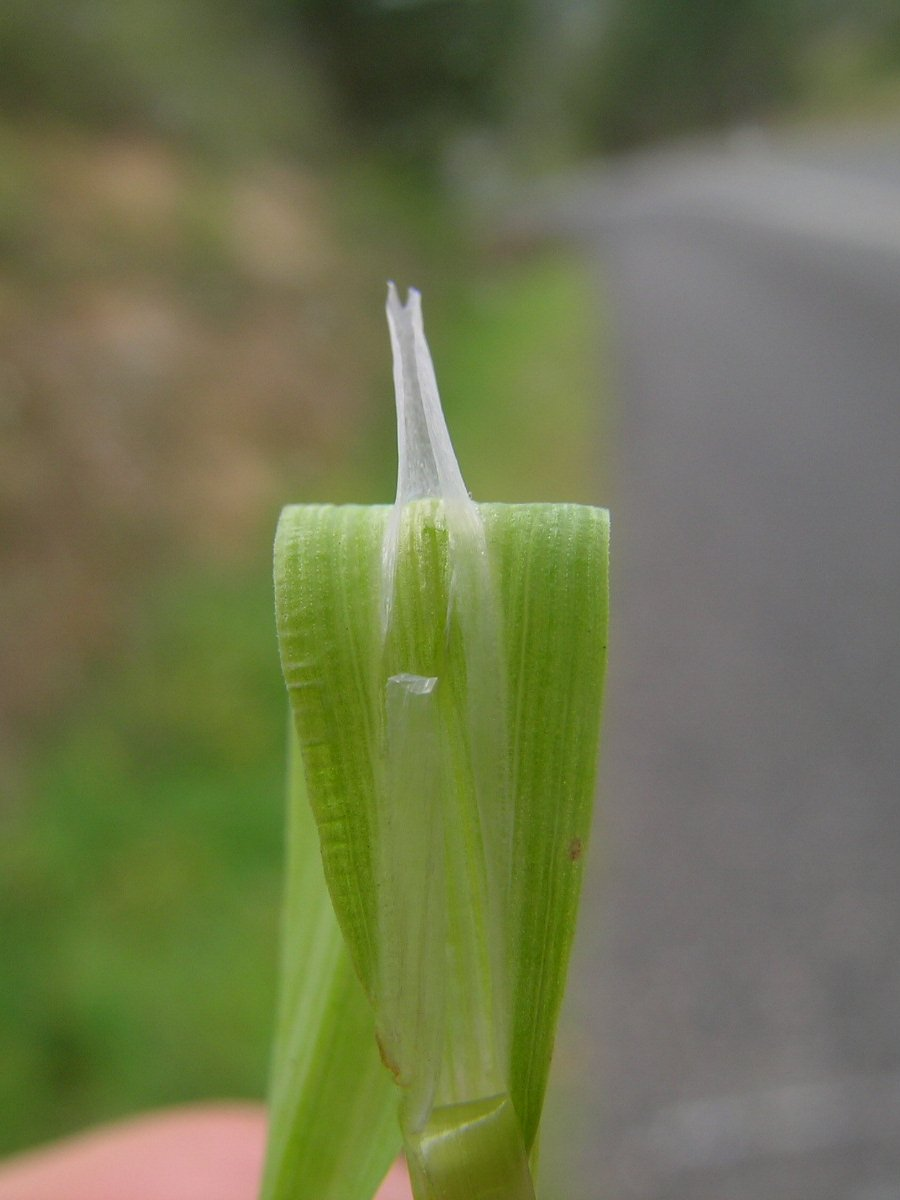
Petite Brize : ligule longue.
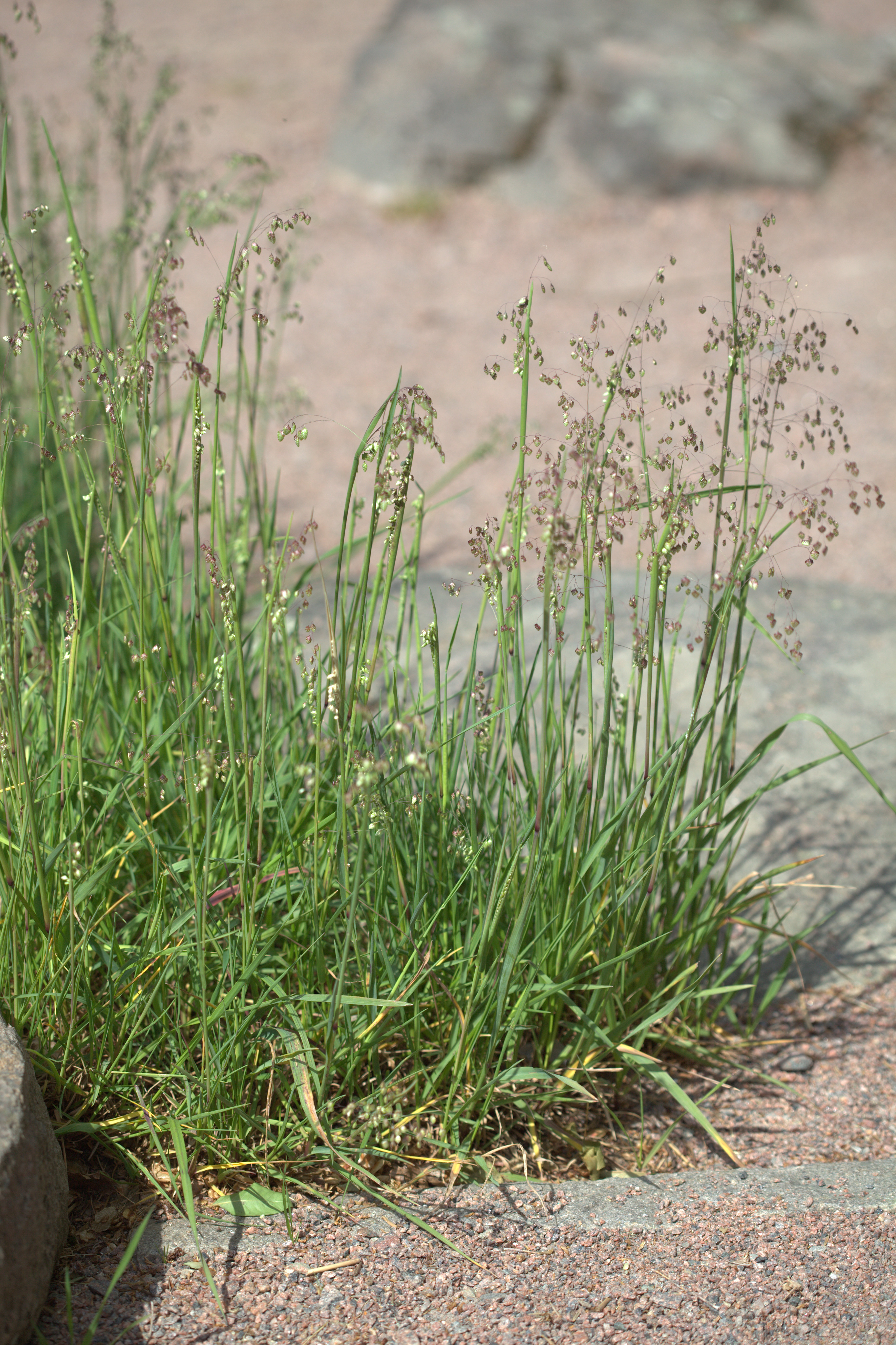
Brize intermédiaire.
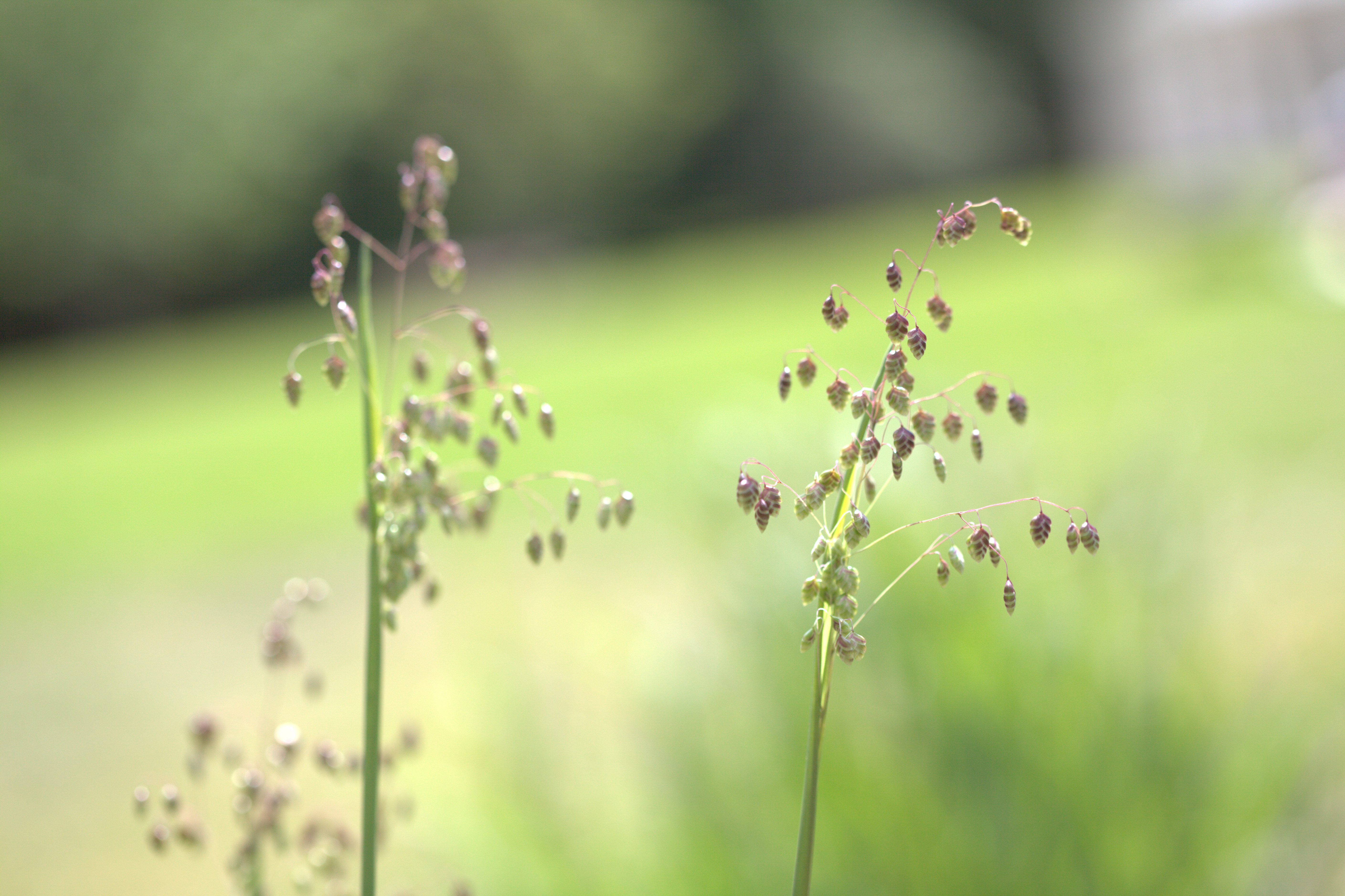
Brize intermédiaire : panicule.
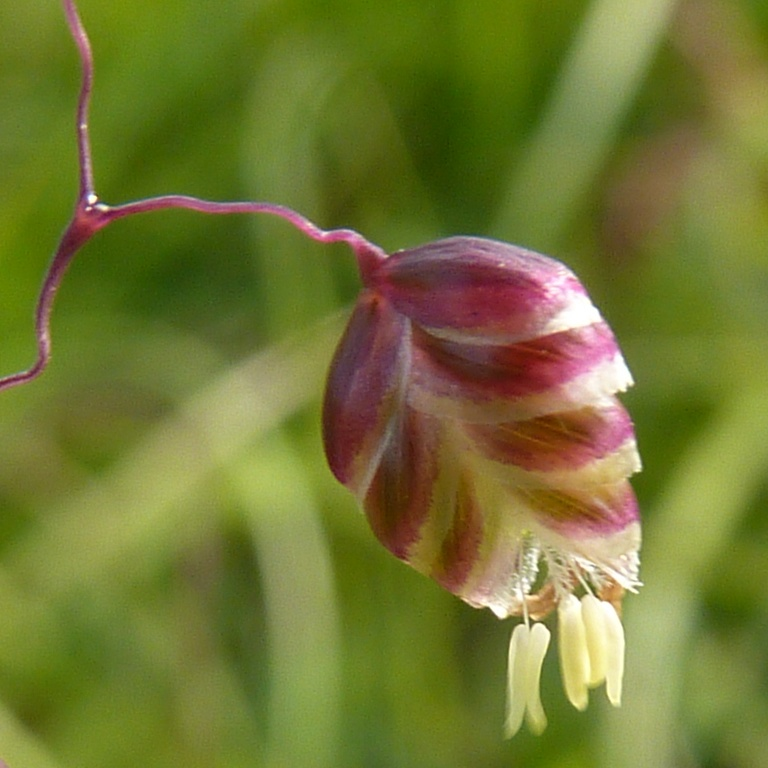
Brize intermédiaire : épillet.
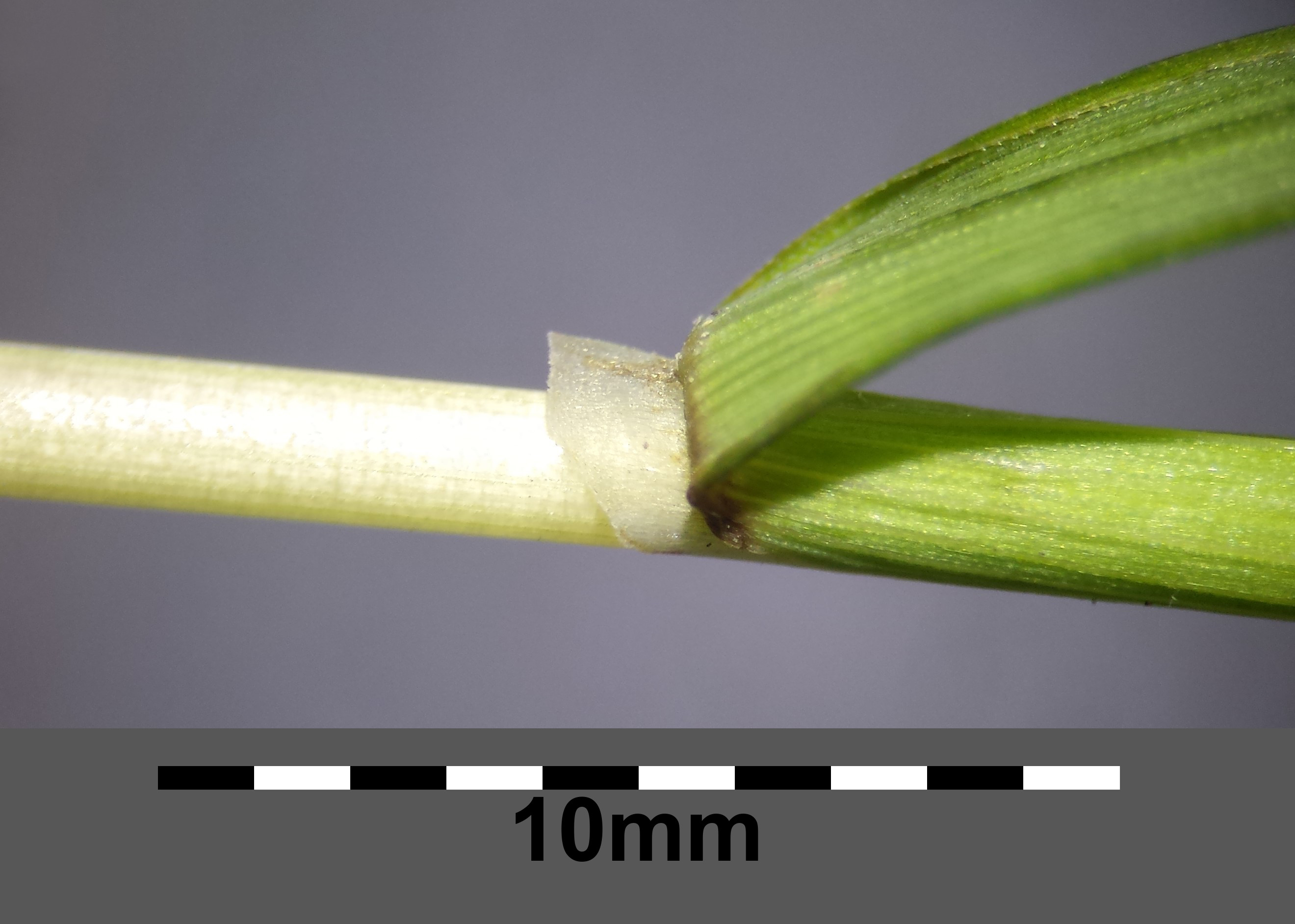
Brize intermédiaire : ligule
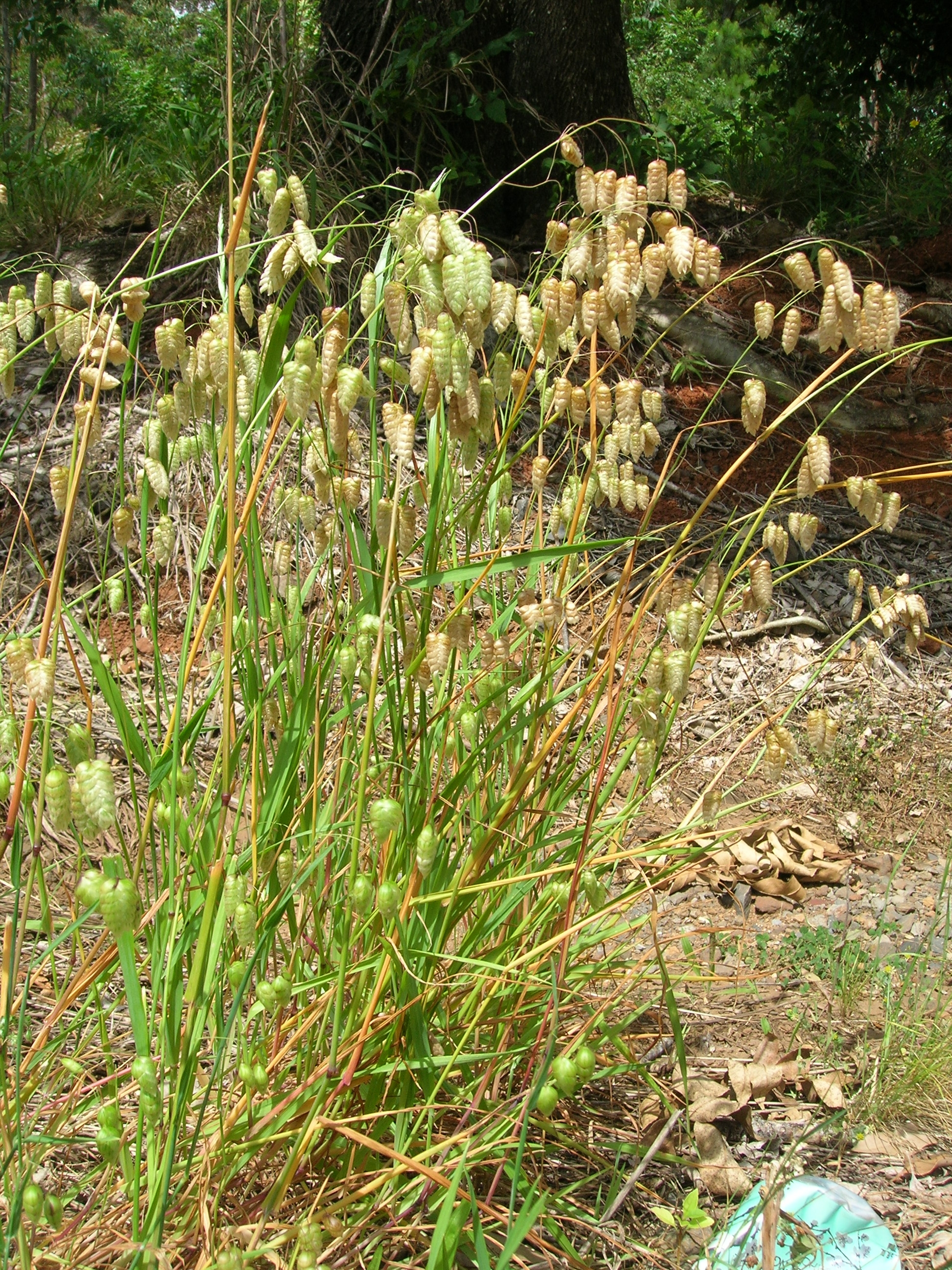
Grande Brize.
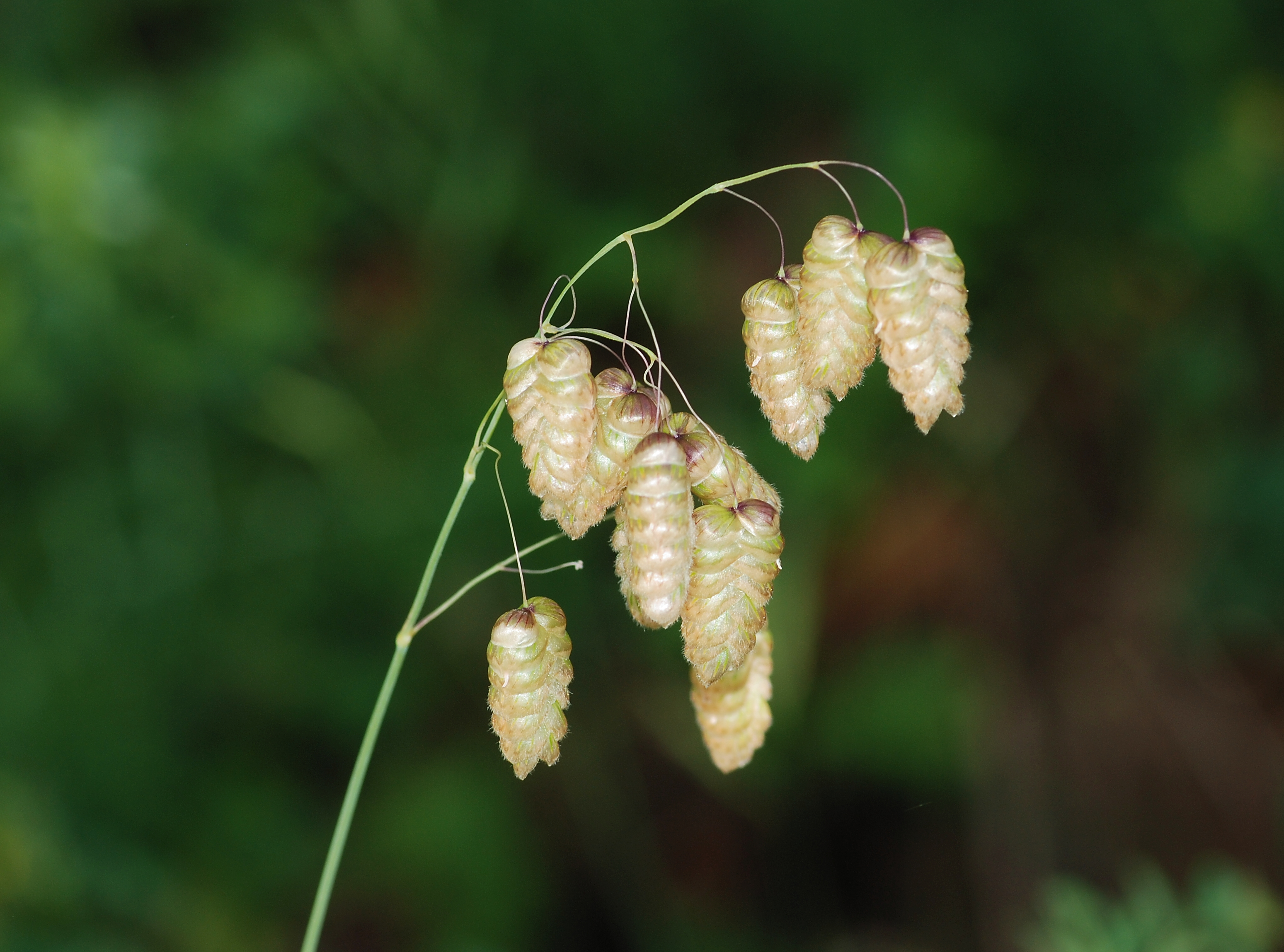
Grande Brize : panicule.
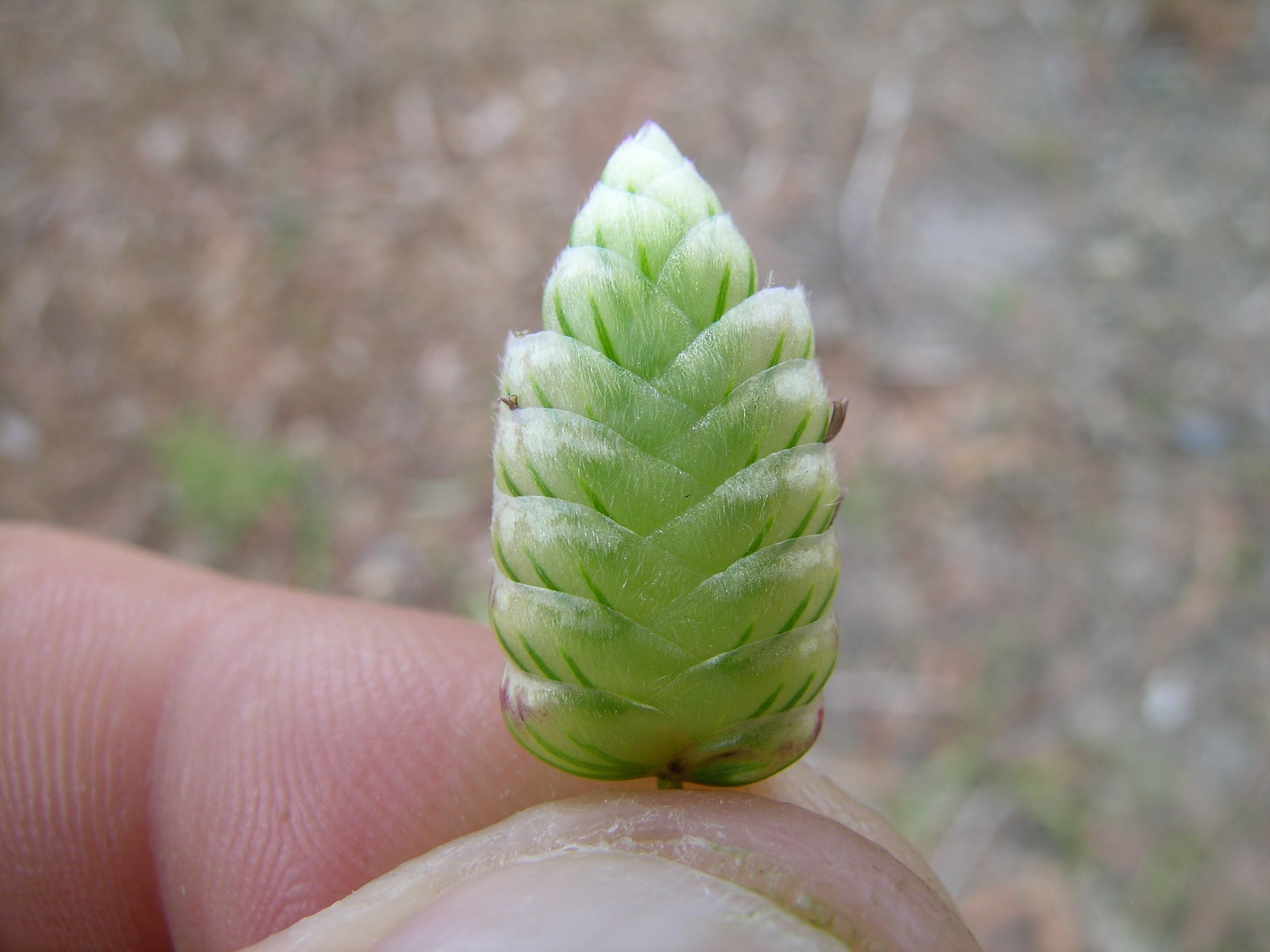
Grande Brize : épillet.
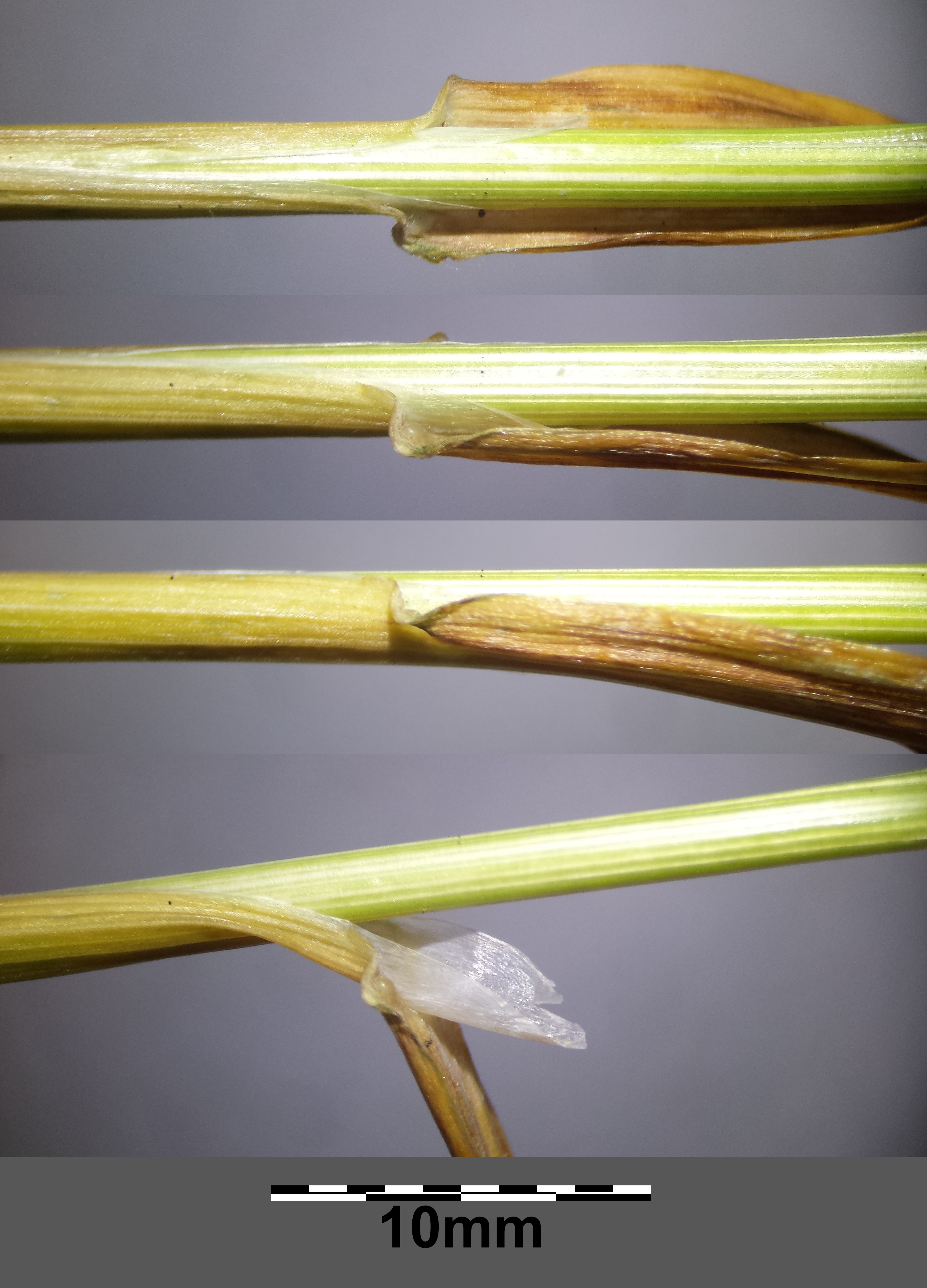
Grande Brize : ligule.

## Usages

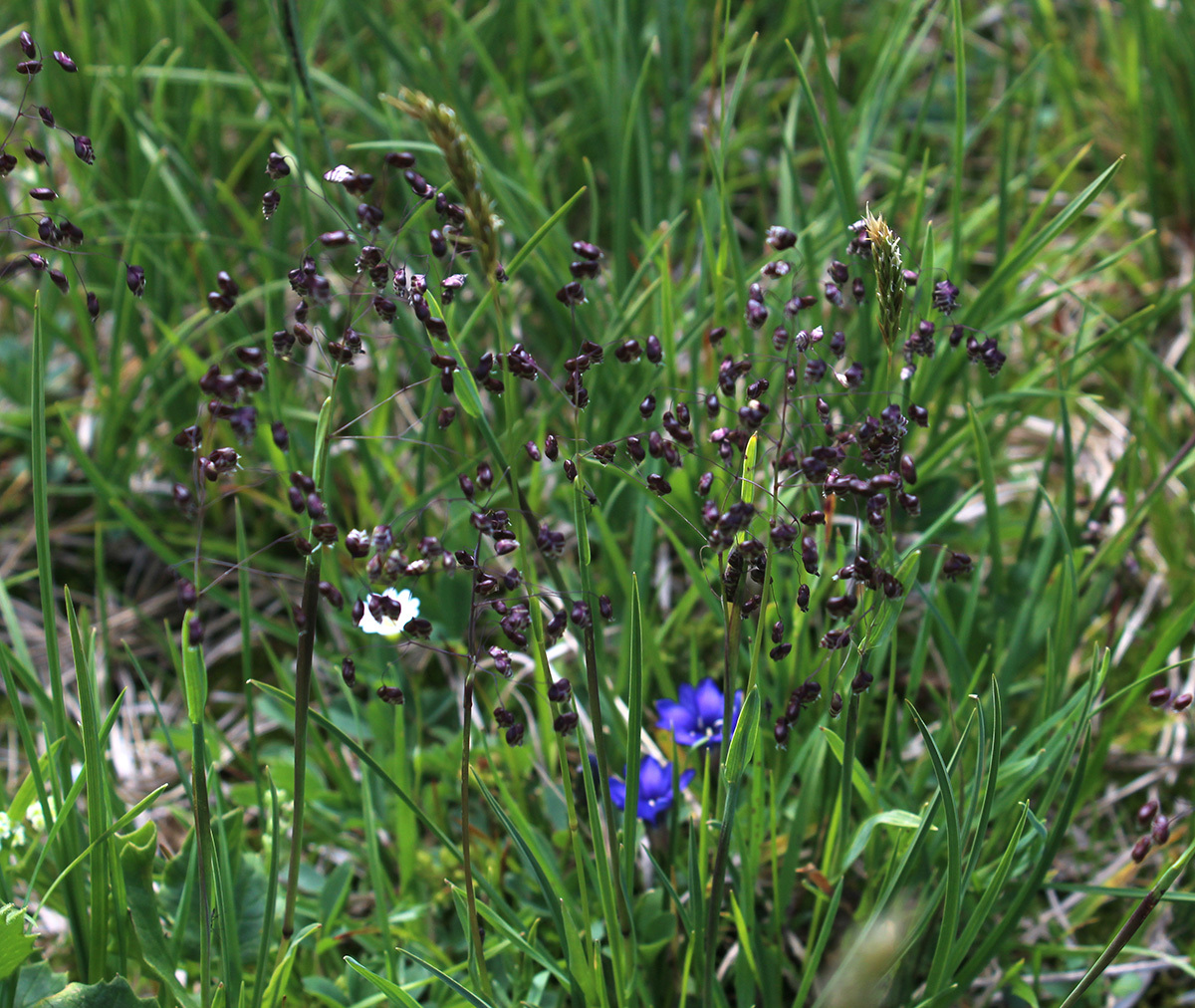
Briza marcowiczii.

Certaines espèces sont cultivées comme Graminées ornementales, en particulier Briza maxima et utilisée dans la confection de bouquets verts ou secs. Elles sont parfois utilisées comme plantes fourragères de bonne ou moyenne qualité mais peu abondant. Certaines espèces sont des mauvaises herbes des cultures, en particulier Briza media parfois envahissante,.

## Étymologie

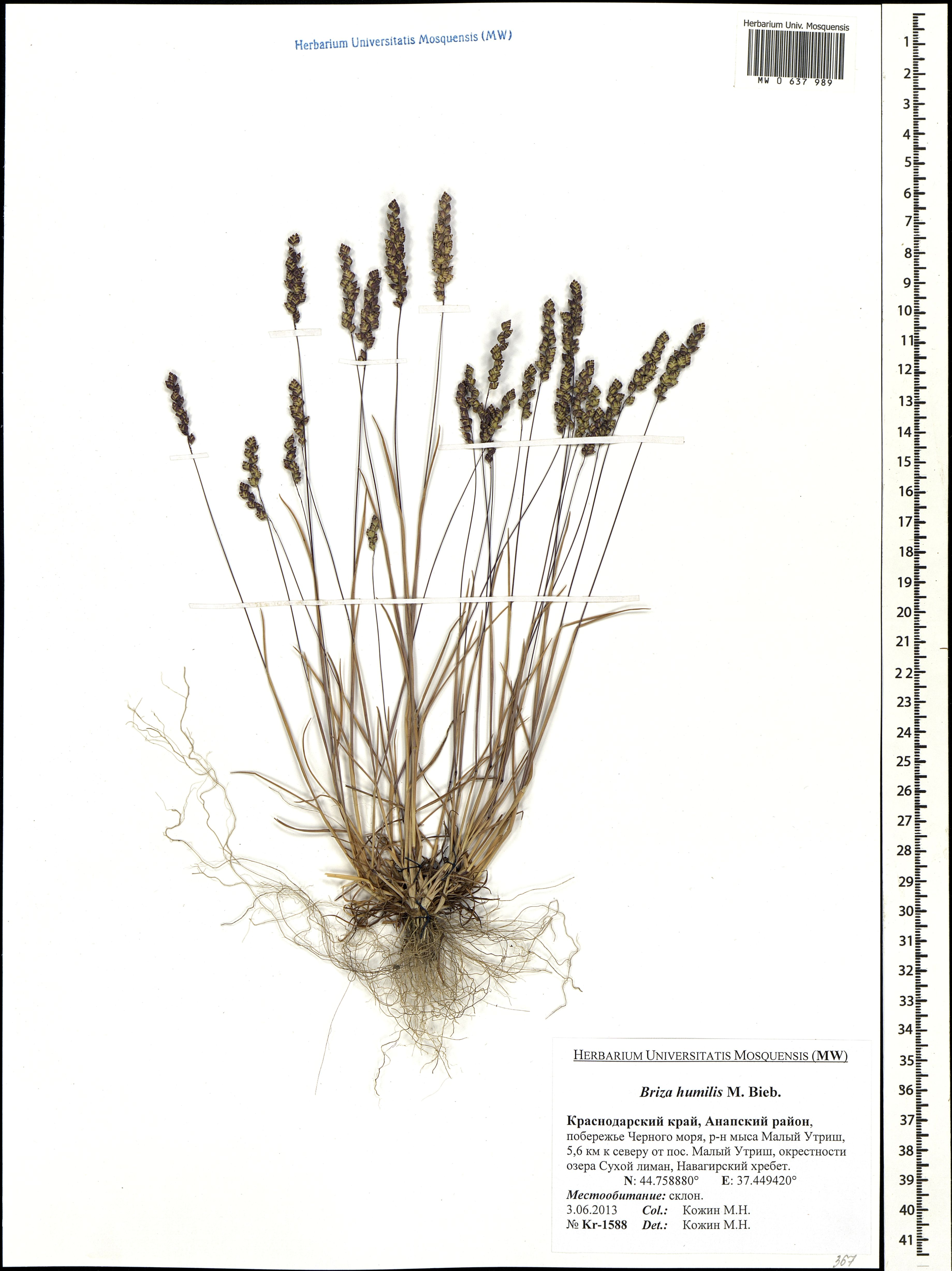
Briza humilis.

Le nom de genre briza, créé par Carl von Linné dans son Species plantarum de 1753,, provient du grec ancien βρίζα, bríza, une variété de seigle en Thrace et Macédoine,, lui-même issu de βρίζω, brízô (« dodeliner de la tête ») à cause des épillets très mobiles et tremblotants,. L'ensemble est apparenté à ὄρυζα, oryza (« riz »). Ce mot pourrait aussi avoir une relation étymologique avec le vent nommé brise.

## Liste des espèces
Selon Plants of the World online (POWO) (28 décembre 2022) :
- Briza humilis M.Bieb.
- Briza marcowiczii Woronow
- Briza maxima L.
- Briza media L.
- Briza minor L.

Selon GBIF (28 décembre 2022) :
- Briza anceps L. ex B.D.Jacks.
- Briza argentea J.F.Maratti
- Briza auriculata Trev. ex Steud., 1854
- Briza brachychaeta Ekman, 1913
- Briza brasilensis (Nees) Ekman, 1913
- Briza clusii Schult., 1824
- Briza eragrostis Desf., 1798
- Briza humilis M.Bieb.
- Briza lamarkiana Cham. & Schltdl., 1831
- Briza marcowiczii Woronow
- Briza maxima L.
- Briza media L.
- Briza minor L.
- Briza nigricans Larrañaga
- Briza pallescens Murray
- Briza poomorpha Henrard, 1921
- Briza sacra Larrañaga
- Briza tetragona Larrañaga
- Briza uniolae (Nees) Nees
- Briza virens Trin.

## Synonymie
Briza a pour synonymes :
- Brizochloa V.Jirásek & Chrtek, 1967
- Calosteca Desv., 1810
- Chondrachyrum Nees, 1836
- Macrobriza (Tzvelev) Tzvelev, 1987
- Tremularia Heist. ex Fabr., 1759